# Uno-X Mobility
Uno-X Mobility (codul UCI: UXM) este o echipă de ciclism de șosea din Norvegia înființată în 2010.